# Ramón Arano
Ramón Arano Bravo (Cosamaloapan, Veracruz de Ignacio de la Llave, México, 31 de agosto de 1939 - Veracruz, Veracruz de Ignacio de la Llave, México, 5 de mayo de 2012), más conocido como "Tres Patines", fue un beisbolista mexicano.

## Liga Mexicana de Béisbol
Hombre leyenda del pitcheo en el béisbol mexicano. Hizo su debut profesional a los 20 años de edad en la temporada de 1959, con el equipo de los Petroleros de Poza Rica de la Liga Mexicana de Béisbol; ese mismo año también participó con el Águila de Veracruz en donde estuvo hasta la temporada de 1963, año en el que fue contratado por los Diablos Rojos del México.
Arano jugó en la Liga Mexicana además con Saraperos de Saltillo, Cafeteros de Córdoba, Broncos de Reynosa, Azules de Coatzacoalcos y Olmecas de Tabasco; en 32 temporadas que participó en el circuito de verano, ganó 334 juegos y perdió 264.
Sus mejores años fueron los de 1978 y 1979, cuando logró 19 victorias en cada una de esas temporadas vistiendo la franela de los Cafeteros de Córdoba, además de las de 1962 en donde jugando con el Águila y la de 1968 con los Diablos Rojos del México, obtuvo 17 victorias.

### Récords
Entre sus récords en la LMB se encuentran: 2,380 ponches, 4,773 innings y un tercio lanzados, así como 57 blanqueadas. Su promedio de carreras limpias admitidas fue de 3.26, con .559 en porcentaje global de ganados y perdidos. 
Al retirarse, Arano se fue como líder de todos los tiempos en la LMB en los departamentos de juegos ganados con 334, ponches (después fue superado por Jesús "Chito" Ríos), blanqueadas, temporadas jugadas con 32, juegos iniciados con 676, juegos disputados con 811 (después fue superado por Gaudencio Aguirre y José Luis "Chicken" García), innings lanzados y juegos completos con 297.
También tiene el récord de ser el único jugador que ha participado en 6 décadas diferentes en la LMB: 1959-1986, 1995, 1998 y 2001.

## Liga Mexicana del Pacífico
En la Liga Mexicana del Pacífico fue estrella de los Venados de Mazatlán; con quienes lanzó 252 partidos, de los cuales ganó 89 y perdió en 88 ocasiones, lanzó 1541 innings, ponchó a 973 enemigos, además de conseguir 24 blanqueadas. Su porcentaje de carreras limpias admitidas en el circuito invernal fue de 2.83 y un porcentaje global de .503 en ganados y perdidos.

## Ingreso al Salón de la Fama
Debido a sus grandes números como lanzador estelar en el béisbol mexicano, fue elegido para ingresar al Salón de la Fama del Béisbol Profesional de México en 1993.

## Fallecimiento
El sábado 5 de mayo de 2012 en la ciudad de Veracruz, Ramón Arano perdió la batalla contra el cáncer de próstata a los 72 años de edad, dejando un gran legado en la pelota mexicana. Al momento de su muerte, el popular "Tres Patines" era el mánager de los Marlines de Boca del Río en la Liga Invernal Veracruzana.
Cabe mencionar que el sábado 21 de enero de 2012, la Liga Invernal Veracruzana retiró de todos los equipos que participen en la liga el número 10 que por temporadas utilizó Arano. Rindiéndole un merecido homenaje en vida por su brillante trayectoria en el béisbol mexicano.
Como un homenaje póstumo al legendario pitcher, el domingo 6 de mayo la Liga Mexicana de Béisbol decidió nombrar al Juego de Estrellas 2012 "Ramón Arano", el cual se realizó el 19 de mayo en Monterrey, Nuevo León. Además el viernes 1 de junio con la Serie Roja (Diablos vs. Águila) como marco, y con la presencia de distinguidas personalidades del medio beisbolero, la directiva del club Rojos del Águila de Veracruz le rindió un merecido homenaje póstumo al gran beisbolista mexicano.